# كايلو (هاواي)
كايلو (/kaɪˈluːə/) هو مكان مخصص للتعداد (CDP) في مقاطعة هونولولو، هاواي، الولايات المتحدة. تقع في منطقة كولولاوبوكو بجزيرة أواهو على الساحل المواجه للريح لخليج كايلو. تقع المنطقة في منطقة كولولاوبوكو القضائية. تقع على بعد 12 ميل (19 كـم) شمال شرق هونولولو – فوق نووانو بالي.

## وصلات خارجية
- غرفة التجارة في كيلوا (بالإنجليزية)